# IOS 14
Az iOS 14 az Apple Inc. iOS operációs rendszerének tizennegyedik tagja, amelyet iPhone és iPod Touch készülékek használnak. 2020. június 22-én lett bejelentve az Apple Fejlesztői Világkonferencián. Az iOS 14 2020. szeptember 16-án jelent meg.

## Története

### Frissítései
Az iOS 14 első fejlesztői verziója 2020. június 22-én jelent meg, amíg az első nyilvános béta verzió 2020. július 9-én. Az iOS 14 a nyilvánosság számára 2020. szeptember 16-án jelent meg.
| Verzió | Build szám | Megjelenési dátum    |
| ------ | ---------- | -------------------- |
| 14.0   | 18A373     | 2020. szeptember 16. |
| 14.0.1 | 18A393     | 2020. szeptember 24. |
| 14.1   | 18A8395    | 2020. október 20.    |
| 14.2   | 18B92      | 2020. november 5.    |
| 14.2   | 18B111     | 2020. november 18.   |
| 14.2.1 | 18B121     | 2020. november 19.   |
| 14.3   | 18C66      | 2020. december 14.   |
| 14.4   | 18D52      | 2021. január 26.     |
| 14.4.1 | 18D61      | 2021. március 8.     |
| 14.4.2 | 18D70      | 2021. március 26.    |
| 14.5   | 18E199     | 2021. április 26.    |
| 14.5.1 | 18E212     | 2021. május 3.       |
| 14.6   | 18F72      | 2021. május 24.      |
| 14.7   | 18G69      | 2021. július 19.     |
| 14.7.1 | 18G82      | 2021. július 26.     |

Jelmagyarázat:       Régebbi       Jelenlegi       Béta

## iOS 14-et használó eszközök
| iPhone | iPod touch                       |
| - iPhone 6s - iPhone 6s Plus - iPhone SE (első generáció) - iPhone 7 - iPhone 7 Plus - iPhone 8 - iPhone 8 Plus - iPhone X - iPhone Xs - iPhone Xs Max - iPhone Xr - iPhone 11 - iPhone 11 Pro - iPhone 11 Pro Max - iPhone SE (második generáció) - iPhone 12 Mini - iPhone 12 - iPhone 12 Pro - iPhone 12 Pro Max | - iPod touch (hetedik generáció) |

## A rendszer jellemzői

### Apprészletek(App Clips)
Az App Clips egy új funkció, amely kibővíti az App Store funkcióit. Az App Clips dinamikus funkciónak készült, nem pedig állandóan telepített alkalmazásnak, rendkívül lecsupaszított, nagyon kevés operációs rendszer-engedéllyel. A bejelentés időpontjában csak az Apple Pay és a Bejelentkezés az Apple-lel használata volt látható.
Az App Clips személyesen is felfedezhető NFC-címkék (iPhone 7 vagy újabb) vagy az App Clips márkajelzéssel ellátott QR-kódok segítségével. Megoszthatják őket az Üzeneteken keresztül, illetve elhelyezhetők webhelyeken vagy a Térképen.

### CarPlay
A CarPlay-t frissítették, hogy lehetővé tegye a felhasználók számára a beépített háttérkép beállítását. Az Apple Maps útvonalkezelését olyan funkciókkal bővítették, amelyek figyelmeztetik a felhasználót a rendelkezésre álló megállókra, például a parkolásra és az ételrendelésre. Ezenkívül az elektromos járművek útvonaltervezése most már figyelembe veszi a töltőállomások elhelyezkedését.

### Főképernyő
A korábbi verziókkal ellentétben, amelyekben a főképernyőn lévő ikonokat sorrendbe rendezték, és közvetlenül megfeleltek az alkalmazásoknak, a felhasználók alkalmazásikonokat és újonnan bevezetett alkalmazáswidgeteket adhatnak hozzá; Az oldalak tetszés szerint hozzáadhatók vagy törölhetők. Ez lehetővé teszi a felhasználók számára, hogy elrejtsék a ritkán használt alkalmazásokat, és elkerüljék a rendetlenséget.

### Widget
Az első oldal bal oldalán a widgeteket újratervezték és testreszabhatóvá tették. Elhelyezhetők a kezdőképernyőn, hogy az alkalmazásikonok közé üljenek;  Átméretezhetők kettő-kettő, vízszintes kettő-négyszer vagy négyszer négy ikonra. Az azonos méretű widgetek egymásra rakhatók, és a kényelem érdekében csúsztathatók közöttük; Elhelyezhető egy Smart Stack, amely automatikusan megjeleníti a legrelevánsabb widgetet a felhasználó számára a napszak alapján. 

### Keresés és Siri
Fejlesztéseket hajtottak végre a kezdőképernyő keresési funkcióján, beleértve a finomított felhasználói felületet, amely csak most foglal el egy kis kört és szövegbuborékot a képernyőn a teljes képernyő helyett, az alkalmazások gyorsindítóját, a részletesebb webes keresést, az alkalmazáson belüli keresés parancsikonjait és a továbbfejlesztett gépelési keresési javaslatokat.
Bár kompaktra tervezték, hogy az alábbi tartalom látható legyen, a Siri felülete nem teszi lehetővé az egyidejű többfeladatos munkavégzést, mivel a tervezők úgy érezték, hogy nem világos, hogyan utasítják el a felületet. A Siri mostantól szélesebb körű kérdésekre tud válaszolni, és több nyelvet tud lefordítani. A felhasználók megoszthatják becsült érkezési idejüket a névjegyekkel, és kerékpáros útbaigazítást kérhetnek.

## Fordítás
Ez a szócikk részben vagy egészben  az   iOS 14 című angol Wikipédia-szócikk ezen változatának fordításán alapul.  Az eredeti cikk szerkesztőit annak laptörténete sorolja fel. Ez a jelzés csupán a megfogalmazás eredetét és a szerzői jogokat jelzi, nem szolgál a cikkben szereplő információk forrásmegjelöléseként.